# Кристијан од Брауншвајга
Кристијан Млађи, војвода од Брауншвајга (Гренинген, 20. септембар 1599 — Волфенбител, 16. јун 1626) био је протестантски војсковођа у почетку тридесетогодишњег рата.

## Биографија
Започевши каријеру као најамник у служби Мориса од Оранжа у Холандији, Кристијан од Брауншвајга је у зиму 1621/22. окупио сопствену најамничку дружину и ступио у службу Фридриха V од Палатината, чији су поседи у Чешкој већ били освојени од Хабсбурговаца, а у Фалачкој нападнути од Шпанаца из Белгије у склопу чешко-фалачког периода тридесетогодишњег рата. Уз новчану помоћ од Холандије, која је 1621. наставила рат против Шпаније, Кристијан је окупио снажну најамничку војску и у пролеће 1622. ступио у рат против Католичке лиге,  али је 20. јуна потучен од фелдмаршала Тилија код Хехста.
Пошто је тиме рат у Фалачкој коначно изгубљен, Кристијан и Мансфелд повукли су се у Алзас и ступили у службу Холанђана. У холандској служби, Мансфелд и Кристјан са својим најамницима потукли су Шпанце под Гонзалом Кордовом код Флериса у Шпанској Низоземској (Белгији)  29. августа 1622. Пошто нису могли да поднесу строгу дисциплину у холандској војсци, Мансфелд је после уговореног рока прешао у источну Фризију, где су му се најамници разишли због недостатка новца и хране, док је Кристјан прешао у Вестфалију, где га је Тили поразио 6. августа 1623. у бици код Штатлона. Његов пораз означио је крај прве фазе тридесетогодишњег рата. Повукавши се у Хаг, Кристијан је 1526. (након уласка Данске у тридесетогодишњи рат) уз помоћ Холанђана подигао нову војску и упао у Немачку, али је поново потучен од Тилија и смртно рањен. 